# Lerwick
Lerwick, grundlagt omkring 1653, er med sine 7.500 indbyggere på hovedøen Mainland Shetlandsøernes metropol.

## Historie
Leir Vik – slambugten – blev dens navn på grund af, at kystlinjen vedvarende skulle forstærkes. Fort Charlotte bygget 1665 og navngivet efter kong George 3.'s dronning, et af Skotlands bedst bevarede forsvarsanlæg. Fra Fort Charlotte  bevogtede først skotterne og senere englænderne byen og sejladsen på Bressay Sound. Tiderne var den gang ikke altid så fredelige som nu. Krigsskibe fra fjendtligsindede lande lå ofte på Reden i Lerwick og blev af skotterne anset som en trussel mod deres område. Også piratskibene var en stor fare for byen. Nord for Fort Charlotte opstod af ballaststen, der fra skibene blev smidt overbord, nye byggeområder på fast grund.
Ved Victoria Pier og i den nuværende Small Boat Harbour opstod i det 19. århundrede en flåde af silde- og torskebåde. Fiskerne solgte deres fangst til de handlende på Market Cross. Fish Market og kajanlæggene blev bygget i det 19. århundredede og de oprindelige små sidegader er stadig bevaret.
Byen voksede langsomt højere op på bakkeskråningerne. Mellem de to gader Lower Hillhead, St Olav Street og King Harald Street opstod der et nyt centrum med grønne områder, velhaverhuse og offentlige bygninger. 

## Erhverv
Lerwick er Shetlandsøernes erhvervscentrum med trafik og fiskerihavn, fiskefabrikker, olieindustri og gaden 'Commercial Street' med sine mange forretninger. På pubben Cpt. Flint's, nær havnen og i sidegaden Mounthooly's knejper kan man stadig ane fortidens stemning, særlig når de lokale bands optræder.
Der er færgeforbindelse til Skotland, der har tidligere været til Hanstholm, Færøerne, Island og Norge.

## Turisme
Shetland Museum med udstillinger fra de første bosættelser i stenalderen, jernalderen, vikingetiden, søfart, fisketraditioner m.m. Endvidere er der en udstilling om den norske modstandsbevægelse (kaldet Shetlandsbussen), som havde hemmeligt hovedkvarter på halvøen Lunna, og som fragtede modstandsfolk og agenter samt våben til og fra Norge. 
Sydvest for fortet ligger rådhuset, der er en bygning i gotisk stil fra 1883. Fort Charlotte er der udsigt over havnen, øen Bressay og fuglekolonien Noss.